# 나이아 잭스
나이아 잭스(Nia Jax, 1984년 5월 29일 ~ )는 본명이 사벨리나 파네네(Savelina Fanene)다. 미국의 여자 프로레슬링선수인데다 주로 키는 6 ft 0 in (183 cm) tall 에다가 몸무게는 109kg(240 lb)나가지만 이전에는 123kg(272 lb)으로 나가는 일이 발생을 하지만 많이 빼고 말았다. 여자로서는 어마어마한 체격이다. 2013년 프로레슬링 입문했으며 저 이름도 유명한 드웨인 존슨과 같은 가문인 사모아 제도 원주민 중 하나인 아노아이 가문의 구성원이다. 피니쉬는 크래들 디디티, 모디파이드 스파인버스터, 팝 업 사모안 드롭, 런닝 섬머솔트 센턴, 스탠딩 레그 드롭으로 사용을 한다. 그러나 2021년 11월 초에서 WWE의 갑작스럽게 방출이 되는 사건이 있었다. 참고로 안타까운 모습이라서다. 그러나 2023년 9월 11일 WWE Raw에서 갑자기 복귀를 하게 되었다. 그리고 피니쉬는 바로 어나이어레이터(코너 슬링샷 시티드 센턴)으로 사용을 한다. 마치 리키쉬처럼 사용을 하는 모습이다. 대단한 모습이라고 한다. 

## Professional wrestling highlights
- Finishing moves
  - Annihilator (Corner slingshot seated senton) - 2023—present
  - Cradle DDT - 2020-2021; adapted from Paige
  - Modified spinebuster
  - Pop-up samoan drop - 2016-2021
  - Running somersault senton - 2017—2021
  - Standing leg drop - 2015-2021
- Signature moves
  - Bearhug
  - Biel Toss (Hip toss)
  - Body slam
  - Butt bump
  - Canadian backbreaker rack
  - Cobra clutch
  - Diving seated senton
  - Hair-pull
  - Headbutt
  - Jumping shoulderbreaker to an opponent
  - Multiple back elbow smash variations
    - Diving
    - Multiple
    - Running
    - Springboard

  - Multiple kick variations
    - Jumping front drop
    - Side
    - Spinning heel

  - Multiple suplex variations
    - German
    - Leg hook belly-to-back
    - Overhead belly-to-belly
    - Spinning vertical

  - Over the shoulder single leg boston crab
  - Running body avalanche to an opponent in the corner
  - Sitout powerbomb
  - Tilt-a-whirl backbreaker
- Managers
  - Alexa Bliss
  - Reginald
  - Tamina
- Wrestler manager
  - Eva Marie
  - Natalya
  - Shayna Baszler
- Nicknames
  - "The Facebreaker"
  - "The Hybrid Athlete"
  - "The Irresistible Force"
  - "The Million Dollar Smile"
- Entrance themes
  - "Force of Greatness" by CFO$ (WWE NXT/WWE; 2015-2021)
  - "Not Like Most Girls" by Def Rebel Feat White Lost (WWE; 2023-present)

## 기타
- 살이 찌기 전에는 엄청난 미인이었던 관계로 팬들은 나이아 잭스에게 계속 살을 빼라고 요구하고 있지만 나이아 잭스는 자신의 프로레슬링 성향 때문에 살을 빼길 거부하고 있다.
- WWE 최고의 스타 중 한 명인 드웨인 존슨과 나이아 잭스는 친척 지간이다.

## 수상
- 루키드 오브 더 이열 (2016)
- 랭크드 넘버 8 오브 더 탑 50 피멜 싱글즈 레슬링 인 더 PWI 피멜 100 인 2018
- 랭크드 넘버 30 오브 더 탑 150 피멜 싱글즈 레슬링 인 더 PWI 위민스 인 2021
- 랭크드 넘버 12 인 더 탑 30 피멜 레슬링 인 2018
- 모스트 오버두 옛-투-비 타이틀 홀더 오브 더 이열 (2017)
- WWE 위민스 챔피언 (신 버전) (2회)
- WWE 위민스 태그팀 챔피언 (2회) - 셰이나 배즐러
- WWE 에볼루션 배틀로얄 (2018)
- WWE 퀸 오브 더 링 (2024)